# Agapetus annulicornis
Agapetus annulicornis là một loài Trichoptera trong họ Glossosomatidae. Chúng phân bố ở miền Cổ bắc.